# Danh sách tiểu hành tinh: 26001–26100
| Tên               | Tên đầu tiên | Ngày phát hiện       | Nơi phát hiện | Người phát hiện                                        |
| ----------------- | ------------ | -------------------- | ------------- | ------------------------------------------------------ |
| 26001 -           | 2001 FX98    | 16 tháng 3 năm 2001  | Socorro       | LINEAR                                                 |
| 26002 Angelayeung | 2001 FL103   | 18 tháng 3 năm 2001  | Socorro       | LINEAR                                                 |
| 26003 -           | 2001 FD104   | 18 tháng 3 năm 2001  | Anderson Mesa | LONEOS                                                 |
| 26004 Loriying    | 2001 FL108   | 18 tháng 3 năm 2001  | Socorro       | LINEAR                                                 |
| 26005 Alicezhao   | 2001 FO109   | 18 tháng 3 năm 2001  | Socorro       | LINEAR                                                 |
| 26006 -           | 2001 FC112   | 18 tháng 3 năm 2001  | Kitt Peak     | Spacewatch                                             |
| 26007 Lindazhou   | 2001 FQ120   | 26 tháng 3 năm 2001  | Socorro       | LINEAR                                                 |
| 26008 -           | 2001 FE127   | 29 tháng 3 năm 2001  | Socorro       | LINEAR                                                 |
| 26009 -           | 2001 FJ129   | 26 tháng 3 năm 2001  | Socorro       | LINEAR                                                 |
| 26010 -           | 2001 FN129   | 26 tháng 3 năm 2001  | Socorro       | LINEAR                                                 |
| 26011 -           | 2001 FA136   | 21 tháng 3 năm 2001  | Anderson Mesa | LONEOS                                                 |
| 26012 -           | 2001 FG148   | 24 tháng 3 năm 2001  | Anderson Mesa | LONEOS                                                 |
| 26013 Amandalonzo | 2001 FZ148   | 24 tháng 3 năm 2001  | Socorro       | LINEAR                                                 |
| 26014 -           | 2051 P-L     | 24 tháng 9 năm 1960  | Palomar       | C. J. van Houten, I. van Houten-Groeneveld, T. Gehrels |
| 26015 -           | 2076 P-L     | 16 tháng 9 năm 1960  | Palomar       | C. J. van Houten, I. van Houten-Groeneveld, T. Gehrels |
| 26016 -           | 2633 P-L     | 24 tháng 9 năm 1960  | Palomar       | C. J. van Houten, I. van Houten-Groeneveld, T. Gehrels |
| 26017 -           | 2674 P-L     | 24 tháng 9 năm 1960  | Palomar       | C. J. van Houten, I. van Houten-Groeneveld, T. Gehrels |
| 26018 -           | 2695 P-L     | 24 tháng 9 năm 1960  | Palomar       | C. J. van Houten, I. van Houten-Groeneveld, T. Gehrels |
| 26019 -           | 2768 P-L     | 24 tháng 9 năm 1960  | Palomar       | C. J. van Houten, I. van Houten-Groeneveld, T. Gehrels |
| 26020 -           | 3094 P-L     | 24 tháng 9 năm 1960  | Palomar       | C. J. van Houten, I. van Houten-Groeneveld, T. Gehrels |
| 26021 -           | 4177 P-L     | 24 tháng 9 năm 1960  | Palomar       | C. J. van Houten, I. van Houten-Groeneveld, T. Gehrels |
| 26022 -           | 4180 P-L     | 24 tháng 9 năm 1960  | Palomar       | C. J. van Houten, I. van Houten-Groeneveld, T. Gehrels |
| 26023 -           | 4538 P-L     | 24 tháng 9 năm 1960  | Palomar       | C. J. van Houten, I. van Houten-Groeneveld, T. Gehrels |
| 26024 -           | 4543 P-L     | 24 tháng 9 năm 1960  | Palomar       | C. J. van Houten, I. van Houten-Groeneveld, T. Gehrels |
| 26025 -           | 4587 P-L     | 24 tháng 9 năm 1960  | Palomar       | C. J. van Houten, I. van Houten-Groeneveld, T. Gehrels |
| 26026 -           | 4664 P-L     | 24 tháng 9 năm 1960  | Palomar       | C. J. van Houten, I. van Houten-Groeneveld, T. Gehrels |
| 26027 -           | 4861 P-L     | 24 tháng 9 năm 1960  | Palomar       | C. J. van Houten, I. van Houten-Groeneveld, T. Gehrels |
| 26028 -           | 5554 P-L     | 17 tháng 10 năm 1960 | Palomar       | C. J. van Houten, I. van Houten-Groeneveld, T. Gehrels |
| 26029 -           | 5565 P-L     | 17 tháng 10 năm 1960 | Palomar       | C. J. van Houten, I. van Houten-Groeneveld, T. Gehrels |
| 26030 -           | 6004 P-L     | 24 tháng 9 năm 1960  | Palomar       | C. J. van Houten, I. van Houten-Groeneveld, T. Gehrels |
| 26031 -           | 6074 P-L     | 24 tháng 9 năm 1960  | Palomar       | C. J. van Houten, I. van Houten-Groeneveld, T. Gehrels |
| 26032 -           | 6556 P-L     | 24 tháng 9 năm 1960  | Palomar       | C. J. van Houten, I. van Houten-Groeneveld, T. Gehrels |
| 26033 -           | 6801 P-L     | 24 tháng 9 năm 1960  | Palomar       | C. J. van Houten, I. van Houten-Groeneveld, T. Gehrels |
| 26034 -           | 9611 P-L     | 17 tháng 10 năm 1960 | Palomar       | C. J. van Houten, I. van Houten-Groeneveld, T. Gehrels |
| 26035 -           | 1119 T-1     | 25 tháng 3 năm 1971  | Palomar       | C. J. van Houten, I. van Houten-Groeneveld, T. Gehrels |
| 26036 -           | 2166 T-1     | 25 tháng 3 năm 1971  | Palomar       | C. J. van Houten, I. van Houten-Groeneveld, T. Gehrels |
| 26037 -           | 2183 T-1     | 25 tháng 3 năm 1971  | Palomar       | C. J. van Houten, I. van Houten-Groeneveld, T. Gehrels |
| 26038 -           | 2290 T-1     | 25 tháng 3 năm 1971  | Palomar       | C. J. van Houten, I. van Houten-Groeneveld, T. Gehrels |
| 26039 -           | 3268 T-1     | 26 tháng 3 năm 1971  | Palomar       | C. J. van Houten, I. van Houten-Groeneveld, T. Gehrels |
| 26040 -           | 3747 T-1     | 13 tháng 5 năm 1971  | Palomar       | C. J. van Houten, I. van Houten-Groeneveld, T. Gehrels |
| 26041 -           | 4172 T-1     | 26 tháng 3 năm 1971  | Palomar       | C. J. van Houten, I. van Houten-Groeneveld, T. Gehrels |
| 26042 -           | 4242 T-1     | 26 tháng 3 năm 1971  | Palomar       | C. J. van Houten, I. van Houten-Groeneveld, T. Gehrels |
| 26043 -           | 4319 T-1     | 26 tháng 3 năm 1971  | Palomar       | C. J. van Houten, I. van Houten-Groeneveld, T. Gehrels |
| 26044 -           | 1259 T-2     | 29 tháng 9 năm 1973  | Palomar       | C. J. van Houten, I. van Houten-Groeneveld, T. Gehrels |
| 26045 -           | 1582 T-2     | 24 tháng 9 năm 1973  | Palomar       | C. J. van Houten, I. van Houten-Groeneveld, T. Gehrels |
| 26046 -           | 2104 T-2     | 29 tháng 9 năm 1973  | Palomar       | C. J. van Houten, I. van Houten-Groeneveld, T. Gehrels |
| 26047 -           | 2148 T-2     | 29 tháng 9 năm 1973  | Palomar       | C. J. van Houten, I. van Houten-Groeneveld, T. Gehrels |
| 26048 -           | 2409 T-2     | 25 tháng 9 năm 1973  | Palomar       | C. J. van Houten, I. van Houten-Groeneveld, T. Gehrels |
| 26049 -           | 3161 T-2     | 30 tháng 9 năm 1973  | Palomar       | C. J. van Houten, I. van Houten-Groeneveld, T. Gehrels |
| 26050 -           | 3167 T-2     | 30 tháng 9 năm 1973  | Palomar       | C. J. van Houten, I. van Houten-Groeneveld, T. Gehrels |
| 26051 -           | 3200 T-2     | 30 tháng 9 năm 1973  | Palomar       | C. J. van Houten, I. van Houten-Groeneveld, T. Gehrels |
| 26052 -           | 3230 T-2     | 30 tháng 9 năm 1973  | Palomar       | C. J. van Houten, I. van Houten-Groeneveld, T. Gehrels |
| 26053 -           | 4081 T-2     | 29 tháng 9 năm 1973  | Palomar       | C. J. van Houten, I. van Houten-Groeneveld, T. Gehrels |
| 26054 -           | 4231 T-2     | 29 tháng 9 năm 1973  | Palomar       | C. J. van Houten, I. van Houten-Groeneveld, T. Gehrels |
| 26055 -           | 4257 T-2     | 29 tháng 9 năm 1973  | Palomar       | C. J. van Houten, I. van Houten-Groeneveld, T. Gehrels |
| 26056 -           | 4281 T-2     | 29 tháng 9 năm 1973  | Palomar       | C. J. van Houten, I. van Houten-Groeneveld, T. Gehrels |
| 26057 Ankaios     | 4742 T-2     | 30 tháng 9 năm 1973  | Palomar       | C. J. van Houten, I. van Houten-Groeneveld, T. Gehrels |
| 26058 -           | 1061 T-3     | 17 tháng 10 năm 1977 | Palomar       | C. J. van Houten, I. van Houten-Groeneveld, T. Gehrels |
| 26059 -           | 1089 T-3     | 17 tháng 10 năm 1977 | Palomar       | C. J. van Houten, I. van Houten-Groeneveld, T. Gehrels |
| 26060 -           | 1164 T-3     | 17 tháng 10 năm 1977 | Palomar       | C. J. van Houten, I. van Houten-Groeneveld, T. Gehrels |
| 26061 -           | 2315 T-3     | 16 tháng 10 năm 1977 | Palomar       | C. J. van Houten, I. van Houten-Groeneveld, T. Gehrels |
| 26062 -           | 2466 T-3     | 16 tháng 10 năm 1977 | Palomar       | C. J. van Houten, I. van Houten-Groeneveld, T. Gehrels |
| 26063 -           | 2634 T-3     | 16 tháng 10 năm 1977 | Palomar       | C. J. van Houten, I. van Houten-Groeneveld, T. Gehrels |
| 26064 -           | 3500 T-3     | 16 tháng 10 năm 1977 | Palomar       | C. J. van Houten, I. van Houten-Groeneveld, T. Gehrels |
| 26065 -           | 3761 T-3     | 16 tháng 10 năm 1977 | Palomar       | C. J. van Houten, I. van Houten-Groeneveld, T. Gehrels |
| 26066 -           | 4031 T-3     | 16 tháng 10 năm 1977 | Palomar       | C. J. van Houten, I. van Houten-Groeneveld, T. Gehrels |
| 26067 -           | 4079 T-3     | 16 tháng 10 năm 1977 | Palomar       | C. J. van Houten, I. van Houten-Groeneveld, T. Gehrels |
| 26068 -           | 4093 T-3     | 16 tháng 10 năm 1977 | Palomar       | C. J. van Houten, I. van Houten-Groeneveld, T. Gehrels |
| 26069 -           | 4215 T-3     | 16 tháng 10 năm 1977 | Palomar       | C. J. van Houten, I. van Houten-Groeneveld, T. Gehrels |
| 26070 -           | 4240 T-3     | 16 tháng 10 năm 1977 | Palomar       | C. J. van Houten, I. van Houten-Groeneveld, T. Gehrels |
| 26071 -           | 4335 T-3     | 16 tháng 10 năm 1977 | Palomar       | C. J. van Houten, I. van Houten-Groeneveld, T. Gehrels |
| 26072 -           | 5155 T-3     | 16 tháng 10 năm 1977 | Palomar       | C. J. van Houten, I. van Houten-Groeneveld, T. Gehrels |
| 26073 -           | 5168 T-3     | 16 tháng 10 năm 1977 | Palomar       | C. J. van Houten, I. van Houten-Groeneveld, T. Gehrels |
| 26074 Carlwirtz   | 1977 TD      | 8 tháng 10 năm 1977  | La Silla      | H.-E. Schuster                                         |
| 26075 Levitsvet   | 1978 PA3     | 8 tháng 8 năm 1978   | Nauchnij      | N. S. Chernykh                                         |
| 26076 -           | 1979 MM1     | 25 tháng 6 năm 1979  | Siding Spring | E. F. Helin, S. J. Bus                                 |
| 26077 -           | 1979 ML6     | 25 tháng 6 năm 1979  | Siding Spring | E. F. Helin, S. J. Bus                                 |
| 26078 -           | 1979 MP6     | 25 tháng 6 năm 1979  | Siding Spring | E. F. Helin, S. J. Bus                                 |
| 26079 -           | 1979 MW6     | 25 tháng 6 năm 1979  | Siding Spring | E. F. Helin, S. J. Bus                                 |
| 26080 -           | 1980 EF      | 14 tháng 3 năm 1980  | Anderson Mesa | E. Bowell                                              |
| 26081 -           | 1980 PT1     | 6 tháng 8 năm 1980   | La Silla      | R. M. West                                             |
| 26082 -           | 1981 EB11    | 1 tháng 3 năm 1981   | Siding Spring | S. J. Bus                                              |
| 26083 -           | 1981 EJ11    | 1 tháng 3 năm 1981   | Siding Spring | S. J. Bus                                              |
| 26084 -           | 1981 EK17    | 1 tháng 3 năm 1981   | Siding Spring | S. J. Bus                                              |
| 26085 -           | 1981 ED18    | 2 tháng 3 năm 1981   | Siding Spring | S. J. Bus                                              |
| 26086 -           | 1981 UE23    | 24 tháng 10 năm 1981 | Palomar       | S. J. Bus                                              |
| 26087 -           | 1982 UU8     | 21 tháng 10 năm 1982 | Nauchnij      | L. G. Karachkina                                       |
| 26088 -           | 1985 QF1     | 17 tháng 8 năm 1985  | Palomar       | E. F. Helin                                            |
| 26089 -           | 1985 QN2     | 17 tháng 8 năm 1985  | Palomar       | E. F. Helin                                            |
| 26090 -           | 1986 PU1     | 1 tháng 8 năm 1986   | Palomar       | M. Rudnyk                                              |
| 26091             | 1987 RL1     | 13 tháng 9 năm 1987  | La Silla      | H. Debehogne                                           |
| 26092 -           | 1987 SF      | 16 tháng 9 năm 1987  | Geisei        | T. Seki                                                |
| 26093             | 1987 UA1     | 25 tháng 10 năm 1987 | Kushiro       | S. Ueda, H. Kaneda                                     |
| 26094 -           | 1988 NU      | 11 tháng 7 năm 1988  | Palomar       | E. F. Helin                                            |
| 26095 -           | 1988 PU      | 10 tháng 8 năm 1988  | Palomar       | C. Mikolajczak, R. Coker                               |
| 26096 -           | 1988 SD3     | 16 tháng 9 năm 1988  | Cerro Tololo  | S. J. Bus                                              |
| 26097 -           | 1988 VJ1     | 6 tháng 11 năm 1988  | Geisei        | T. Seki                                                |
| 26098             | 1989 AN3     | 4 tháng 1 năm 1989   | Siding Spring | R. H. McNaught                                         |
| 26099             | 1989 WH      | 20 tháng 11 năm 1989 | Gekko         | Y. Oshima                                              |
| 26100             | 1990 QL5     | 29 tháng 8 năm 1990  | Palomar       | H. E. Holt                                             |